# Мейстршик, Зденек
Зденек Мейстршик (чеш. Zdeněk Mejstřík; род. 1 января 1948, Прага) — чехословацкий гребной рулевой, выступавший за сборную Чехословакии по академической гребле в середине 1960-х годов. Победитель и призёр первенств национального значения, участник летних Олимпийских игр в Токио.

## Биография
Зденек Мейстршик родился 1 января 1948 года в Праге.
Наиболее значимое выступление в своей спортивной карьере совершил в сезоне 1964 года, когда в качестве рулевого вошёл в состав чехословацкой национальной сборной и благодаря череде удачных стартов удостоился права защищать честь страны на летних Олимпийских играх в Токио. Будучи рулевым в составе экипажа-двойки, куда также вошли гребцы Вацлав Халупа и Иржи Палко, занял третье место на предварительном квалификационном этапе, но через дополнительный отборочный заезд всё же вышел финал — финишировал в решающем заезде пятым, уступив победившему экипажу из Соединённых Штатов около 15 секунд.
После токийской Олимпиады Мейстршик больше не показывал сколько-нибудь значимых результатов в академической гребле на международной арене.